# Massacre de Le Paradis

SS-Obersturmbannführer Fritz Knöchlein

O massacre de Le Paradis foi um crime de guerra da Segunda Guerra Mundial cometido por membros da 14ª Companhia, Divisão SS Totenkopf, sob o comando de Hauptsturmführer Fritz Knöchlein. Ocorreu em 27 de maio de 1940, durante a Batalha da França, em um momento em que as tropas da Força Expedicionária Britânica (BEF) estavam tentando recuar através da região de Pas-de-Calais durante a Batalha de Dunquerque.
Soldados do 2º Batalhão, o Regimento Real de Norfolk, haviam se isolado de sua unidade. Eles ocuparam e defenderam uma fazenda contra um ataque das forças da Waffen-SS na vila de Le Paradis. Depois de ficarem sem munição, os defensores se renderam às tropas alemãs. Os alemães os levaram através da estrada até um muro onde foram assassinados por metralhadoras. Noventa e sete soldados britânicos foram mortos. Dois sobreviveram com ferimentos e se esconderam até serem capturados pelas forças alemãs vários dias depois.
Após a guerra, Knöchlein foi condenado por seu papel no massacre por um tribunal militar britânico, com os dois sobreviventes atuando como testemunhas contra ele. Por ordenar o massacre, Knöchlein foi condenado à morte. Foi executado em 1949.